# Reginald H. Jones
Reginald Harold Jones (* 11. Juli 1917 in Stoke-on-Trent, England; † 30. Dezember 2003 in Greenwich, Connecticut) war ein US-amerikanischer Wirtschaftsmanager. Er war von 1972 bis 1981 Chairman of the Board und CEO von General Electric.

## Leben
Nach dem Schulbesuch nahm Jones ein Studium an der Wharton School der University of Pennsylvania auf, das er 1939 mit dem Bachelor of Science abschloss. Im Anschluss begann er seine Berufslaufbahn bei General Electric. Er arbeitete zunächst in Schenectady, besuchte dort den firmeninternen Business Training Course und bereiste danach für acht Jahre als Rechnungsprüfer die nationalen Unternehmensfilialen. In den folgenden Jahren war er leitend im operativen Geschäft der Abteilungen für Klimaanlagen, Energieversorgung, Anlagenbau und Verkauf tätig. 1961 wurde er Vizepräsident, 1968 Finanzvorstand und 1970 Senior-Vizepräsident des Mutterkonzerns.
Jones stieg zum 1972 Präsidenten von General Electric auf und wurde noch im selben Jahr in der Nachfolge von Fred J. Borch Chairman und Chief Executive Officer des Unternehmens. Während seiner Amtszeit als Vorstandsvorsitzender veränderte das Unternehmen seinen wirtschaftlichen Schwerpunkt; es wandelte sich von einem Hersteller für Elektro- und Haushaltsgeräte hin zu einem global operierenden Konzern für Werkstoffe, Bodenschätze, Dienstleistungen und Transportwesen. Durch die Veränderung der Marktsegmente wuchs der Umsatz bis zum Ende von Jones Amtszeit im Jahre 1981 von 10 auf 22 Milliarden USD und der Gewinn von 572 Millionen auf 1,4 Milliarden USD. 1981 wurde er als Vorstandsvorsitzender von Jack Welch abgelöst.
Neben seiner Tätigkeit als Vorstandsvorsitzender war Jones von 1974 bis 1980 Co-Vorsitzender des Business Roundtable, einer konservativen Gruppierung, die sich für eine unternehmerfreundliche Öffentlichkeitspolitik einsetzt. Von 1979 bis 1980 war er Vorsitzender der Großunternehmervereinigung The Business Council. Des Weiteren fungierte er als Berater der amtierenden US-Präsidenten Richard Nixon, Gerald Ford, Jimmy Carter und Ronald Reagan. Im Jahre 1980 betitelte ihn das Nachrichtenmagazin U.S. News & World Report auf Basis einer Umfrage des Wall Street Journals und der Gallup Organization als einflussreichsten Geschäftsmann des Landes.
Nach seinem Ausscheiden bei General Electric 1981 betätigte sich Jones weiterhin in diversen Vorständen und Aufsichtsräten, unter anderem bei den Unternehmen Merck, Bethlehem Steel, General Signal, General Re und Federated Department Stores. Des Weiteren war er Mitglied im Kuratorium der University of Pennsylvania und Vorsitzender des Aufsichtsgremiums der Wharton School. An der Wharton School erfolgte 1983 die Eröffnung des von General Electric finanzierten Reginald H. Jones Center for Management Policy, Strategy and Organization.
Reginald H. Jones war seit 1940 mit Grace Butterfield Cole verheiratet. Das Ehepaar hatte einen Sohn und eine Tochter.

## Ehrungen und Auszeichnungen
- 1978: Vermilye Medal des Franklin Institute
- 1979: Ehrendoktorwürde der University of Surrey[5]
- 1979: Ehrendoktorwürde der Yale University[6]
- 1980: Ehrendoktorwürde der University of Pennsylvania[7]
- 1981: Ehrendoktorwürde der Harvard University[8]
- 1982: Commander of the Order of the British Empire[4]
- Ehrendoktorwürde der Howard University[4]
- Ehrendoktorwürde der Colgate University[4]
- Companion of the Order of the Bath[5]
- Fellow of the Royal Society[5]